# Costești
Costești (kosˈteʃtʲ) er en by i distriktet Argeș, Muntenien, Rumænien. Byen har 9.460 (2021) indbyggere.
Costești ligger på den nordlige kant af den Walachiske slette ved overgangen til de Transsylvanske Alper. Landsbyen ligger ved Hovedvej 65A , ca. 20 kilometer syd for distriktshovedstaden Pitești.
Costești administrerer seks landsbyer: Broșteni, Lăceni, Pârvu Roșu, Podu Broșteni, Smei og Stârci.

## Historie
Costești blev første gang nævnt i et dokument i 1452 og blev erklæret en by i 1968.
En tragisk begivenhed fandt sted i byen langfredag i 1930, da 130 mennesker blev brændt ihjel i det, der dengang var en trækirke, de fleste af dem børn.
Landbrug og fødevareforarbejdning er de vigtigste virksomheder i byen. Derudover er der en række mindre industrivirksomheder.